# Pavel Beljajev
Pavel Ivanovitj Beljajev (Павел Иванович Беляев, født 26. juni 1925, død 10. januar 1970) var en sovjetisk kosmonaut der fløj på den historiske Voskhod 2-mission.

## Karriere
- Kosmonaut 1960
- Rumflyvning
  - Voskhod 2
  - Samlet tid i rummet: 1 dag 2 timer 2 minutter 17 sekunder

Han var oprindelig udpeget til pilot på den senere aflyste Vostok 8-mission.